# Mistrzostwa Świata w Hokeju na Lodzie 2006 (I Dywizja)
Mistrzostwa Świata w Hokeju na Lodzie I dywizji 2006 odbyły się w dwóch państwach: we Francji (Amiens) oraz w Estonii (Tallinn). Zawody rozegrane zostały w dniach 23–30 kwietnia. To 10. turniej o awans do Elity mistrzostw świata (wcześniej grupy A).
W tej części mistrzostw uczestniczy 12 drużyn, które podzielone są na dwie grupy, w których rozgrywają mecze systemem każdy z każdym. Najlepsze drużyny awansują do Elity. Najgorsze spadają do II dywizji.
Hale, w których odbywają się zawody to:
- Coliséum (Amiens)
- ? (Tallin)

## Grupa A
Mistrzostwa świata dywizji I, grupy A rozgrywane były we francuskim mieście Amiens w dniach 24–30 kwietnia.
Mecze
24 kwietnia 2006
| Izrael          | 2:11 (0:6, 0:3, 2:2) | Niemcy  |
| Wielka Brytania | 3:4 (0:1, 1:1, 2:2)  | Węgry   |
| Japonia         | 1:4 (0:2, 1:2, 0:0)  | Francja |

25 kwietnia 2006
| Niemcy  | 4:0 (1:0, 1:0, 2:0) | Japonia         |
| Francja | 1:0 (0:0, 0:0, 1:0) | Wielka Brytania |

26 kwietnia 2006
| Węgry | 8:0 (3:0, 3:0, 2:0) | Izrael |

27 kwietnia 2006
| Izrael  | 1:7 (0:1, 1:3, 0:3) | Japonia         |
| Niemcy  | 8:0 (4:0, 1:0, 3:0) | Wielka Brytania |
| Francja | 3:3 (1:1, 2:1, 0:1) | Węgry           |

29 kwietnia 2006
| Japonia | 4:2 (1:2, 1:0, 2:0) | Wielka Brytania |
| Francja | 9:0 (3:0, 2:0, 4:0) | Izrael          |
| Węgry   | 2:6 (1:0, 1:2, 0:4) | Niemcy          |

30 kwietnia 2006
| Wielka Brytania | 12:0 (2:0, 4:0, 6:0) | Izrael  |
| Węgry           | 3:6 (1:1, 1:3, 1:2)  | Japonia |
| Niemcy          | 5:0 (2:0, 3:0, 0:0)  | Francja |

Tabela
Lp. = lokata, M = liczba rozegranych spotkań, W = Wygrane, R = Remisy, P = Porażki, G+ = Gole strzelone, G- = Gole stracone, Pkt = Liczba zdobytych punktów
| Lp. | Drużyna         | M | W | R | P | G+ | G- | +/- | Pkt |
| --- | --------------- | - | - | - | - | -- | -- | --- | --- |
| 1   | Niemcy          | 5 | 5 | 0 | 0 | 34 | 4  | +30 | 10  |
| 2   | Francja         | 5 | 3 | 1 | 1 | 17 | 9  | +8  | 7   |
| 3   | Japonia         | 5 | 3 | 0 | 2 | 18 | 14 | +4  | 6   |
| 4   | Węgry           | 5 | 2 | 1 | 2 | 20 | 18 | +2  | 5   |
| 5   | Wielka Brytania | 5 | 1 | 0 | 4 | 17 | 17 | 0   | 2   |
| 6   | Izrael          | 5 | 0 | 0 | 5 | 3  | 47 | -42 | 0   |

## Grupa B
Mistrzostwa świata dywizji I, grupy B rozgrywane były w stolicy Estonii – Tallinnie w dniach 23–29 kwietnia.
Mecze
23 kwietnia 2006
| Litwa     | 3:3 (2:0, 0:1, 1:2) | Holandia |
| Estonia   | 1:3 (0:2, 1:1, 0:0) | Polska   |
| Chorwacja | 0:6 (0:1, 0:4, 0:1) | Austria  |

24 kwietnia 2006
| Polska   | 1:2 (1:0, 0:0, 0:2) | Litwa     |
| Holandia | 5:1 (1:0, 2:0, 2:1) | Chorwacja |
| Austria  | 3:1 (0:1, 2:0, 1:0) | Estonia   |

26 kwietnia 2006
| Austria   | 5:3 (1:1, 2:2, 2:0) | Litwa    |
| Polska    | 5:1 (2:0, 1:0, 2:1) | Holandia |
| Chorwacja | 6:8 (2:3, 2:4, 2:1) | Estonia  |

28 kwietnia 2006
| Polska   | 7:1 (1:0, 2:1, 4:0) | Chorwacja |
| Holandia | 2:8 (1:2, 1:3, 0:3) | Austria   |
| Estonia  | 2:7 (0:4, 1:2, 1:1) | Litwa     |

29 kwietnia 2006
| Austria  | 5:3 (3:1, 0:1, 2:1) | Polska    |
| Litwa    | 9:3 (5:2, 1:0, 3:1) | Chorwacja |
| Holandia | 2:7 (0:2, 0:1, 2:4) | Estonia   |

Tabela
Lp. = lokata, M = liczba rozegranych spotkań, W = Wygrane, R = Remisy, P = Porażki, G+ = Gole strzelone, G- = Gole stracone, Pkt = Liczba zdobytych punktów
| Lp. | Drużyna   | M | W | R | P | G+ | G- | +/- | Pkt |
| --- | --------- | - | - | - | - | -- | -- | --- | --- |
| 1   | Austria   | 5 | 5 | 0 | 0 | 27 | 9  | +18 | 10  |
| 2   | Litwa     | 5 | 3 | 1 | 1 | 24 | 14 | +10 | 7   |
| 3   | Polska    | 5 | 3 | 0 | 2 | 19 | 10 | +9  | 6   |
| 4   | Estonia   | 5 | 2 | 0 | 3 | 19 | 21 | -2  | 4   |
| 5   | Holandia  | 5 | 1 | 1 | 3 | 13 | 24 | -11 | 3   |
| 6   | Chorwacja | 5 | 0 | 0 | 5 | 11 | 35 | -24 | 0   |

Statystyki
- Klasyfikacja strzelców:  Darius Lelenas - 7 goli
- Klasyfikacja asystentów:  Darius Pliskauskas - 7 asyst
- Klasyfikacja kanadyjska:  Darius Pliskauskas - 12 punktów

Nagrody indywidualne
Dyrektoriat turnieju wybrał trójkę najlepszych zawodników, po jednej na każdej pozycji:
- Bramkarz:  Arunas Aleinikovas
- Obrońca:  Jeremy Rebek
- Napastnik:  Thomas Koch